# Smukkolibrie
De smukkolibrie (Lamprolaima rhami) is een vogel uit de familie Trochilidae (kolibries) en de geslachtengroep  Lampornithini (juweelkolibries). De vogel werd in 1838 door de Franse natuuronderzoeker  René Primevère Lesson geldig beschreven en vernoemd naar de Zwitsers/Amerikaanse diplomaat en collega-natuuronderzoeker Henry Casimir de Rham (1785 – 1873). De Nederlandse naam geeft aan de deze vogel wel erg bont gekleurd is (opsmuk). 

## Kenmerken

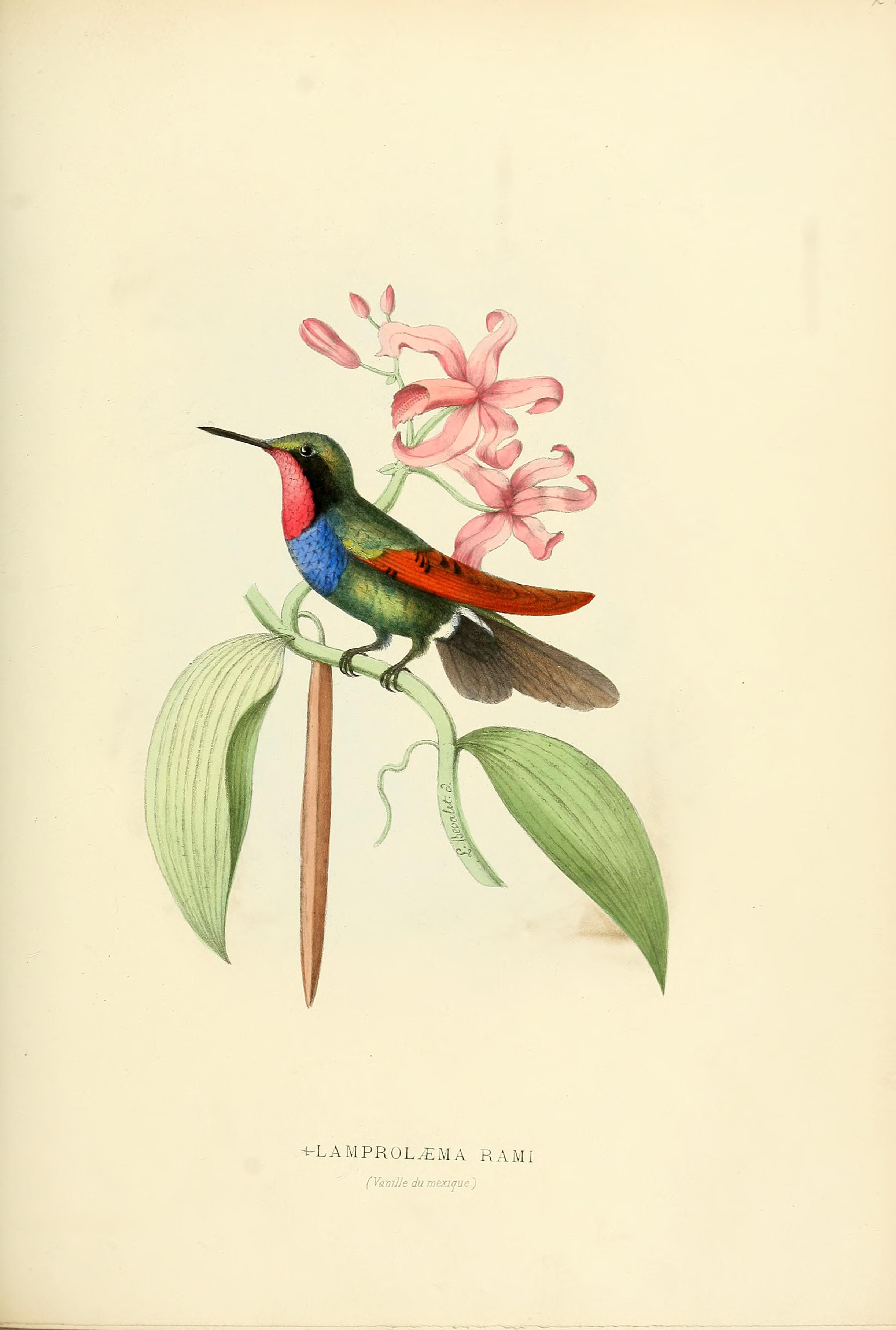
Afbeelding van de smukkolibrie uit 1876

De vogel is 12–12,4 cm lang en weegt 5,6–7,1 gram. Het mannetje is iriserend groen van boven, met een grote glanzende roze keelvlek. Achter het oog zit een witte vlek en de borst is iriserend paarsblauw. Daarnaast zitten er op de dekveren weer versieringen en kleine kleurnuanceringen in roodbruin, paars en grijs. Het vrouwtje is wat doffer van kleur.

## Verspreiding en leefgebied
Deze soort komt voor van Midden-Mexico tot Honduras. Het leefgebied bestaat uit nevelwoud op hoogten tussen 1200 en 3000 meter boven zeeniveau.

## Status
De grootte van de wereldpopulatie werd in 2016 grof geschat op 25.000- 50.000 volwassen dieren. Men veronderstelt dat de soort in aantal stabiel is, hoewel de leefgebieden steeds meer versnipperd raken. Om deze redenen staat deze kolibrie als niet bedreigd op de Rode Lijst van de IUCN.